# Alois Alzheimer
Aloysius "Alois" Alzheimer, nemški psihiater in nevropatolog, * 14. junij 1864, Marktbreit, Kraljevina Bavarska, † 19. december 1915, Breslau, Prusija.
Poznan je po tem, da je opisal prvi primer presenilne demence, ki ji je Emil Kraepelin kasneje dal ime Alzheimerjeva bolezen.